# Kreis Cigánd
Der Kreis Cigánd (ungarisch Cigándi járás) ist der östlichste Kreis im nordungarischen Komitat Borsod-Abaúj-Zemplén. Er grenzt im Norden mit 9 seiner 15 Gemeinden an die Slowakei und im Süden an das Komitat Szabolcs-Szatmár-Bereg. Der Kreis entstand Anfang 2013 als Nachfolger des Kleingebiets Bodrogköz (ungarisch Bodrogközi kistérség). 2 der 17 Gemeinden des Kleingebiets wechselten in den Kreis Sátoraljaújhely. Der Kreis hat eine niedrigere Bevölkerungsdichte als das gesamte Komitat. Kreissitz ist die einzige Stadt, Cigánd.

## Gemeindeübersicht
| Gemeinde       | Status       | Herkunft Kleingebiet | Einwohnerzahl | Einwohnerzahl | Einwohnerzahl | Fläche     | Bevölkerungs- dichte (Ew./km²) |
| Gemeinde       | Status       | Herkunft Kleingebiet | 01.10.2011    | 01.01.2013    | 01.01.2016    | 01.01.2016 | Bevölkerungs- dichte (Ew./km²) |
| -------------- | ------------ | -------------------- | ------------- | ------------- | ------------- | ---------- | ------------------------------ |
| Bodroghalom    | Gemeinde     | Bodrogköz            | 1.381         | 1.384         | 1.354         | 26,86      | 50,4                           |
| Cigánd         | Stadt        | Bodrogköz            | 2.963         | 3.037         | 3.058         | 56,76      | 53,9                           |
| Dámóc *        | Gemeinde     | Bodrogköz            | 362           | 364           | 358           | 15,99      | 22,4                           |
| Karcsa *       | Gemeinde     | Bodrogköz            | 1.824         | 1.859         | 1.813         | 43,69      | 41,5                           |
| Karos *        | Gemeinde     | Bodrogköz            | 494           | 487           | 482           | 15,32      | 31,5                           |
| Kisrozvágy *   | Gemeinde     | Bodrogköz            | 158           | 175           | 158           | 8,34       | 18,9                           |
| Lácacséke *    | Gemeinde     | Bodrogköz            | 329           | 334           | 293           | 16,25      | 18,0                           |
| Nagyrozvágy *  | Gemeinde     | Bodrogköz            | 637           | 641           | 625           | 26,81      | 23,3                           |
| Pácin *        | Gemeinde     | Bodrogköz            | 1.448         | 1.428         | 1.371         | 33,93      | 40,4                           |
| Révleányvár    | Gemeinde     | Bodrogköz            | 438           | 445           | 450           | 16,50      | 27,3                           |
| Ricse          | Großgemeinde | Bodrogköz            | 1.730         | 1.795         | 1.773         | 24,75      | 71,6                           |
| Semjén *       | Gemeinde     | Bodrogköz            | 451           | 455           | 499           | 7,84       | 63,6                           |
| Tiszacsermely  | Gemeinde     | Bodrogköz            | 574           | 577           | 545           | 20,28      | 26,9                           |
| Tiszakarád     | Gemeinde     | Bodrogköz            | 2.464         | 2.498         | 2.411         | 47,56      | 50,7                           |
| Zemplénagárd * | Gemeinde     | Bodrogköz            | 789           | 815           | 766           | 29,09      | 26,3                           |
| Kreis Cigánd   |              |                      | 16.042        | 16.294        | 15.956        | 389,97     | 40,9                           |

* Grenzgemeinde zur Slowakei